# Home Location Register
Pour les articles homonymes, voir HLR.
Le HLR ou Home Location Register  (enregistreur de localisation géographique des abonnés) est un élément des réseaux cellulaires de téléphonie mobile GSM ou EDGE.
Il s'agit de la base de données centrale d’un opérateur de réseau mobile, comportant les informations relatives à tout abonné autorisé à utiliser ce réseau et notamment sa localisation dans le réseau. Afin que les données soient cohérentes sur l'ensemble du réseau, c'est elle qui sert de référence aux autres bases de données locales, les « VLR ».

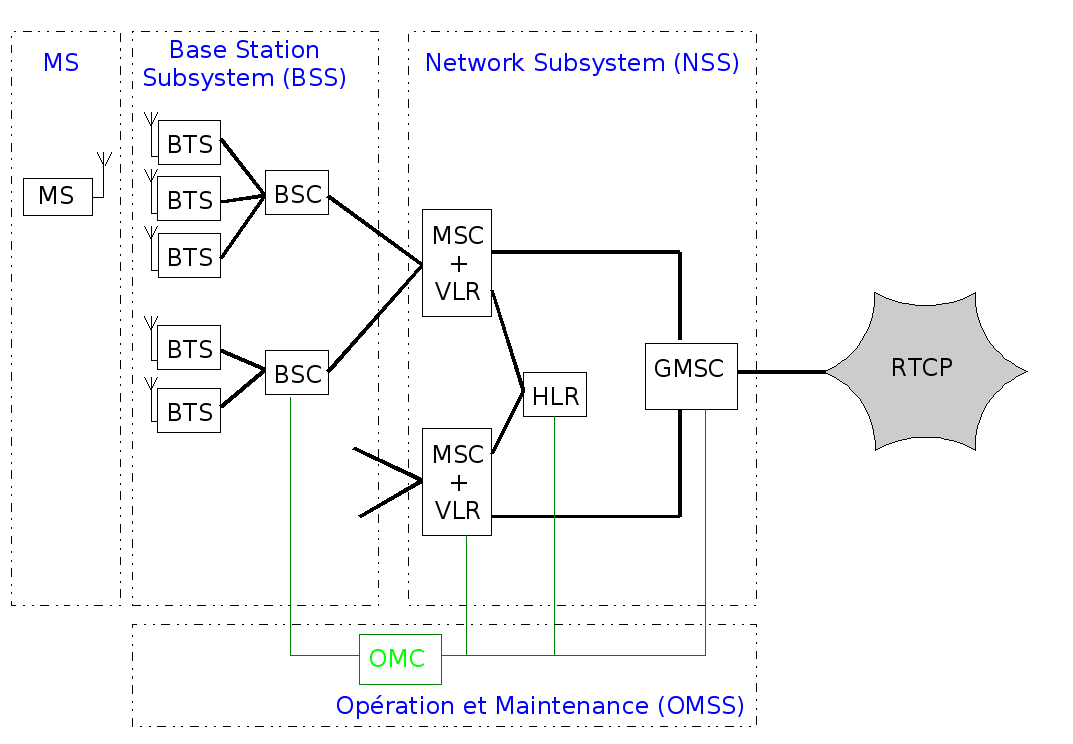
Structure simplifiée d'un réseau GSM, le HLR est au cœur du réseau NSS

## Description technique
Le HLR contient d'une part des informations caractérisant l'utilisateur lui-même :
- IMSI (International Mobile Subscriber Identity), identifiant unique de l'utilisateur et qui est stocké dans la carte SIM (connu uniquement de l’opérateur);
- l'IMEI définissant la Station Mobile utilisée, soit généralement, le téléphone mobile de l'utilisateur ;
- MSISDN (Mobile Subscriber International ISDN Number), indiquant le numéro d'appel international via lequel l'utilisateur est joignable. Il est généralement unique pour un même IMSI (sauf cas particulier, ex : n° de Fax);
- les services souscrits par l'abonné, l'état des renvois d'appels, ...

Il contient d'autre part les informations indiquant la dernière position connue (localisation) de cet utilisateur :
- l'adresse MSRN (Mobile Station Roaming Number) désignant l'abonné sur un réseau étranger ;
- les adresses des MSC et VLR concernés pour avoir à chaque instant la position approximative de l'abonné mobile (seul le VLR en question connaît une position plus précise).

Cet équipement est fondamental dans un réseau mobile car c’est un élément centralisé (hébergeant des millions d’abonnés) indispensable pour identifier et localiser les abonnés de l'opérateur mobile et donc pour recevoir leurs appels et pour leur transmettre les appels entrants.

### Home Subscriber Server
Pour les articles homonymes, voir HSS.
La fonction équivalente dans les réseaux UMTS et LTE est le HSS (Home Subscriber Server) qui est un sur-ensemble du HLR intégrant les nouveaux protocoles de cœur de réseau (Diameter et SIP) propres aux réseaux 3G+/4G et IMS.

## En France
Dans le cas d'un opérateur français (Orange), la fonction HLR est constituée de 27 machines réparties sur 15 sites (Stéphane Richard, PDG Orange, devant la Commission de l'assemblée nationale le 12/07/2012). Certaines machines sont dédiées à la base de données (back-end), elles sont au nombre de six en 2012. La redondance sert à assurer le service en cas de panne matérielle en triplant chaque machine ; cet ensemble est donc constitué de 18 machines (3x6). De l'autre côté, le frontal, servant à traiter les protocoles de communication (avec le reste du réseau et avec les antennes relais) est composé de 9 machines.
La panne du 6 juillet 2012 du réseau français d’Orange, s’explique par une défaillance du logiciel de ses HLR,.
Les clients des offres mobiles du groupe Crédit Mutuel-CIC Euro-Information Telecom (NRJ Mobile, Crédit mutuel Mobile, CIC Mobile, Auchan Télécom et Cdiscount Mobile) ont été touchés par une panne similaire le 28 octobre 2019.